# José Luis Ramírez (Fußballspieler)
José Luis Ramírez, auch bekannt unter dem Spitznamen Chiturris (geb. um 1940) ist ein ehemaliger mexikanischer Fußballspieler, der wahlweise in der Verteidigung oder im defensiven Mittelfeld agierte.

## Leben
Seinen ersten Profivertrag erhielt Ramírez bei Atlas Guadalajara, mit dem er in der Saison 1961/62 den mexikanischen Pokalwettbewerb und außerdem in einem Clásico Tapatío gegen den Meister Deportivo Guadalajara den Supercup gewann. Anschließend spielte er für den CD Tampico und 1966 stieß er zum CF Monterrey, mit dem er in der Saison 1968/69 noch einmal das Pokalfinale erreichte, aber diesmal gegen den CD Cruz Azul verlor.
1970 wechselte Chiturris innerhalb von Monterrey zum Stadtrivalen Jabatos de Nuevo León, mit dem er in seiner letzten Saison 1970/71 in der zweiten Liga spielte.